# 5436 Eumelos
5436 Eumelos è un asteroide troiano di Giove del campo greco. Scoperto nel 1990, presenta un'orbita caratterizzata da un semiasse maggiore pari a 5,2014735 UA e da un'eccentricità di 0,0769077, inclinata di 7,43346° rispetto all'eclittica.
L'asteroide è dedicato a Eumelo che giunse quinto nella corsa di carri indetta per onorare il defunto Patroclo.